# José María de Areilza
José María de Areilza (Portugalete, 3 de agosto de 1909 — Madri, 22 de fevereiro de 1998) foi um político e diplomático espanhol. Prefeito de Bilbao entre 1937 e 1938, é considerado um artifício da Transição Espanhola.
Foi nomeado diretor-geral do recém-criado Ministério de Indústria da Espanha em 1940 e, em seguida, embaixador na Argentina (1947-50), Estados Unidos (1954-60) e França (1960-64). Fundou junto com Pío Cabanillas, em 1976, o Partido Popular, integrado depois na União de Centro Democrático. Em 1979, foi eleito deputado pela Coaliança Democrática. Em 1981, foi eleito presidente da Assembleia Parlamentar do Conselho da Europa.